# Eva Mon Amour
Gli Eva Mon Amour sono stati un gruppo musicale italiano originario di Velletri e formatosi nel 2008 e scioltosi nel 2014.

## Storia
La band nasce nel 2008 come evoluzione dei Cappelli a Cilindro, gruppo avente all'attivo due album, Poeticherie (2004) e Per non rallentare (2006) e vincitore della prima edizione di Primo maggio tutto l'anno nel 2005.
Il 15 maggio 2008 gli Eva Mon Amour pubblicano il primo EP, contenente tre brani che poi saranno inseriti nel disco d'esordio. Tra questi c'è il brano Indi, che viene scelto per essere inserito nella compilation annuale dell'Independents Day. Nel giugno 2008 la band si esibisce, tra l'altro, all'Heineken Jammin' Festival dove approda tramite una selezione tra oltre 2500 gruppi.
Il 23 gennaio 2009 viene pubblicato il disco d'esordio, intitolato Senza niente addosso (29Records/Self/Believe), accompagnato dal singolo Indi, che occupa stabilmente le prime posizioni nella Indie Music Like, la classifica della musica indipendente italiana. Il videoclip del brano viene pubblicato nel febbraio 2009 ed è diretto da Diego Lazzarin.
A distanza di poco tempo, il gruppo registra il secondo album La doccia non è gratis (29Records/CNI/Believe). Il disco, contenente 11 nuove canzoni, viene pubblicato il 27 novembre 2009 negli store digitali (dal 15 gennaio 2010 nei negozi) accompagnato dal singolo Randagi. Seguirà un tour promozionale che, partendo da Roma, attraversa tutta l'Italia.
In giugno l'album viene ristampato con l'aggiunta di due bonus track e con un nuovo packaging. In ottobre viene diffuso il singolo Prometto, di cui viene realizzato anche un video diretto da Stefano Poletti e presentato in esclusiva sul sito di Rolling Stone. Il gruppo viene quindi inserito tra gli artisti di MTV New Generation, iniziativa di MTV che segnala i progetti musicali più promettenti della scena indipendente.
Nel giugno del 2011 viene pubblicato un nuovo EP chiamato La malattia dei numeri e presentato in esclusiva sul sito di XL di Repubblica. In concomitanza con questa pubblicazione, viene diffuso il singolo La tua rivoluzione (video diretto da Stefano Poletti). Dopo un lungo tour, la band viene inserita al primo posto nella classifica di KeepOn delle migliori rivelazioni live italiane del 2011, stilata da 120 direttori artistici di locali aderenti al circuito KeepOn.
Dopo circa 130 concerti, nel febbraio 2012 il gruppo rientra in studio a Giulianello e il 16 ottobre 2012 pubblica l'album Lo specchio e l'aspirina (Ala Bianca/Warner), a cui partecipano anche Fabio Fraschini al basso, Mariano Gatta al vibrafono e Rodrigo D'Erasmo (Afterhours) al violino. Il singolo di lancio è Si stava meglio prima, accompagnato da un videoclip diretto da Jacopo Rondinelli.
Il 17 marzo 2014, con una nota pubblicata sul loro profilo Facebook, il gruppo annuncia lo scioglimento.

## Formazione

### Formazione attuale
- Emanuele Colandrea - voce, chitarra
- Corrado Maria De Santis - chitarra, cori
- Fabrizio Colella - batteria

### Ex componenti
- Matteo Scannicchio - tastiere, cori

## Discografia

### Album
- 2009 - Senza niente addosso (29Records/Self/Believe)
- 2009 - La doccia non è gratis (29Records/CNI/Believe)
- 2012 - Lo specchio e l'aspirina (Ala Bianca/Warner)

### EP
- 2008 - Indi
- 2011 - La malattia dei numeri